# Aozora Bank
Aozora Bank (jap. 株式会社あおぞら銀行 Kabushiki-gaisha Aozora Ginkō) – japoński bank uniwersalny, posiadający 19 oddziałów w Japonii i 3 przedstawicielstwa zagraniczne.

## Historia
Bank Aozora jest spadkobiercą Nippon Credit Bank, który został otwarty w 1957 razem z Long-Term Credit Bank of Japan dzięki specjalnym gwarancjom rządowymi i przy wykorzystaniu środków Banku Wybranych w Japonii. W grudniu 1998 kontrola nad NCB została przejęta przez państwo w celu uporania się z wyjątkowo dużą ilością złych długów pozostałych po pęknięciu japońskiej bańki we wczesnych latach 90. W tamtym czasie dług banku wynosił około 270 mld jenów.
Grupa inwestorów, w której największą rolę odgrywały SoftBank, ORIX i Tokyo Marine & Fire Insurance Co., zakupiła NCW w 2000, a w 2001 zmieniła jego nazwę na „Aozora Bank”. Częścią umowy była „gwarantowana rezerwa na wadliwe kredyty” (jap. 瑕疵担保条項 kashi tanpo jōkō), która umożliwiała Aozorze przez okres trzech lat odsprzedaż na rzecz państwa wszelkich wierzytelności, które straciły co najmniej 20% wartości. Aozora ostrożnie korzystała z tego zabezpieczenia, odpisując 400 mld jenów złych długów należących do około 100 przedsiębiorstw, w przeciwieństwie do Shinsei Bank, współczesnego spadkobiercy Long-Term Credit Bank, który odpisał trzykrotnie większą kwotę, spotykając się z tego powodu z krytyką w kręgach politycznych.
Początkowo Softbank planował uczynić z Aozory bank inwestycyjny dla przedsiębiorstw związanych w internetem. Jednakże Softbankowi nie udało się pozyskać współpracy Financial Services Agency i we wrześniu 2003 sprzedał swoje udziały Cerberus Capital Management. Aozora rozpoczęła działalność jako bank detaliczny 1 kwietnia 2006, a pierwszy oddział został otwarty w Nihonbashi 20 listopada.
Bank Aozora jest wymieniany jako największy wierzyciel Lehman Brothers, z 463 mln USD w pożyczkach bankowych dla bank inwestycyjnego (zgodnie z Rozdziałem 11 wniosku o ogłoszenie upadłości z września 2008). Dla porównania, drugim z kolei wierzycielem jest Mizuho Bank z 289 mln USD, a trzecim Citibank (oddział w Hongkongu) z 275 mln USD.
16 grudnia 2008 Bank Aozora ogłosił, że stracił 12,4 mld jenów z powodu malwersacji amerykańskiego finansisty Bernarda Madoffa.

## Lokalizacja
Siedziba główna Aozory znajduje się w rejonie Kudan dzielnicy Chiyoda w Tokio, w pobliżu świątyni Yasukuni.
Oddziały detaliczne banku znajdują się w następujących miastach: Chiba, Fukuoka, Hiroszima, Kanazawa, Kioto, Nagoya, Osaka (Namba and Umeda), Sapporo, Sendai, Takamatsu, Tokio (Ikebukuro, Nihonbashi, Shibuya, Shinjuku i Ueno) oraz Jokohama.
Aozora posiada również przedstawicielstwa w Nowym Jorku, Singapurze i Szanghaju oraz filie na Kajmanach, w Hongkongu, Luksemburgu, Wielkiej Brytanii i Stanach Zjednoczonych.